# 外腳背觸球
外脚背触球是一项足球技巧。球员使用他的脚的外侧触球。使用这项技巧的好处在于用脚的外侧触球能使球划出意想不到的弧线从而骗过防守球员，球员亦可使用外脚背来避免适用他的弱足触球。
许多球员在比赛中使用外脚背触球，如，他频繁且熟练地使用这项技巧。前巴西国家队左后卫罗伯托·卡洛斯也常用外脚背抽射，他效力于皇家马德里时曾在左路禁区外离底线约有一米处凌空左脚外脚背抽射，足球越过对方门将头顶入网。卡洛斯的另一粒令人叹为观止的外脚背进球来自1997年法国杯四国赛中巴西对阵法国的比赛，他主罚的直接任意球带着强烈旋转绕过人墙侧面击中立柱弹入球门。现役的球员中，葡萄牙籍球员经常使用这项技巧传中和射门。足球的外旋往往能骗过防守队员和门将，这使得他有许多在左路外脚背传中助攻队友得分或着在右路内切外脚背搓射远角得分的好戏。